# 톄둥구 (안산시)

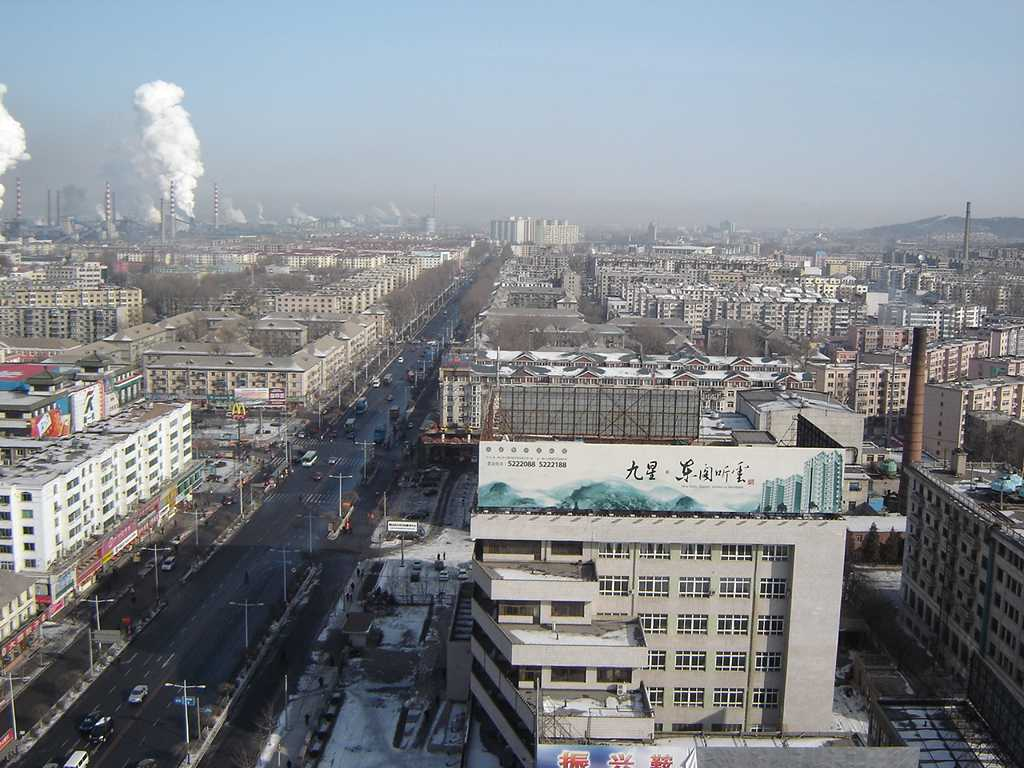

톄둥구(한국어: 철동구, 중국어: 铁东区, 병음: Tiědōng Qū)는 중화인민공화국 랴오닝성 안산시의 행정구역이다. 넓이는 30km2이고, 인구는 2007년 기준으로 490,000명이다.

## 행정 구역
12개 가도를 관할한다.
- 가도: 东长甸街道, 长甸街道, 湖南街道, 常青街道, 解放街道, 山南街道, 园林街道, 胜利街道, 站前街道, 钢城街道, 和平街道, 对炉街道.